# Dreifaltigkeitskirche (Flein)

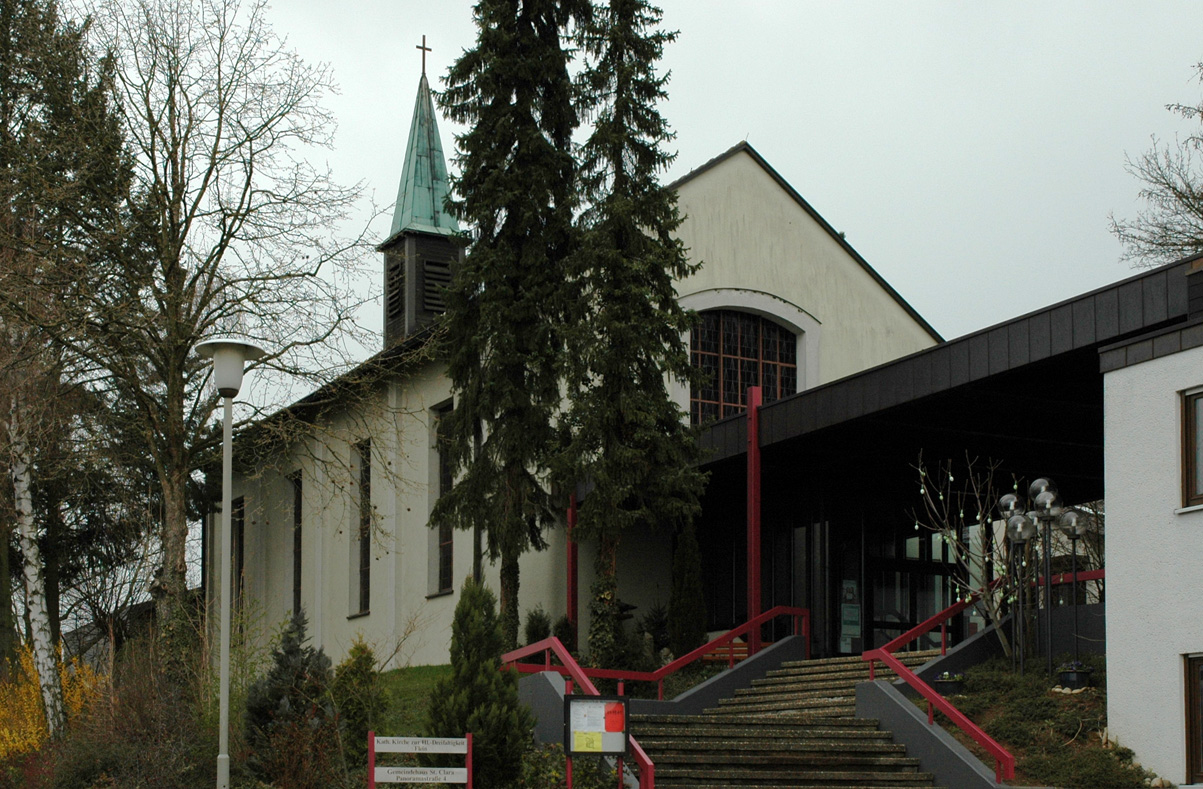
Dreifaltigkeitskirche

Die Dreifaltigkeitskirche ist eine römisch-katholische Kirche in Flein. Sie wurde von der nach dem Zweiten Weltkrieg stark angewachsenen katholischen Gemeinde in Flein in den Jahren 1955/56 erbaut und 1974/75 um ein Gemeindezentrum erweitert.

## Beschreibung

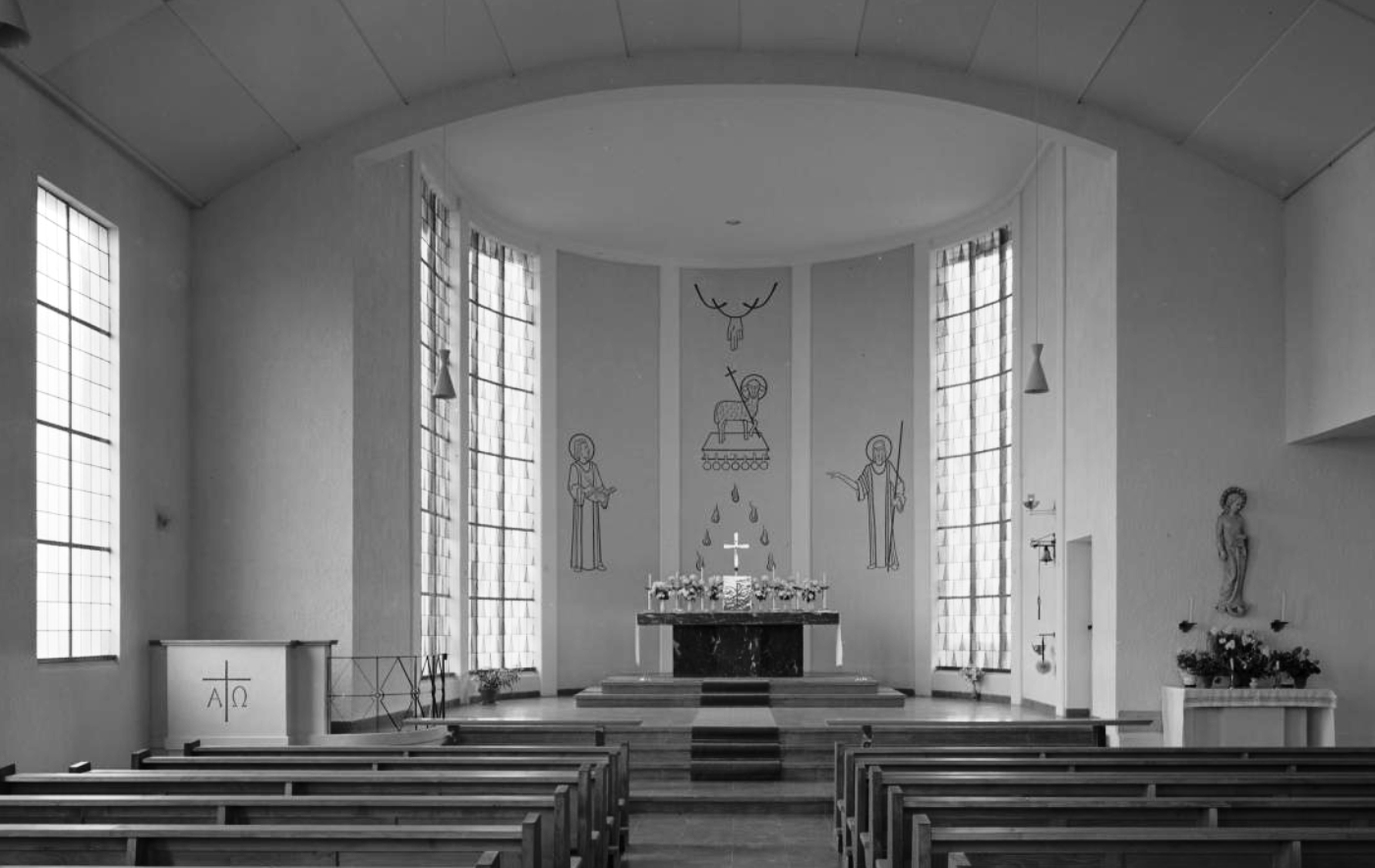
Blick zum Altar

Durch die einstige Zugehörigkeit zur reformierten Reichsstadt Heilbronn war Flein bis in die Gegenwart hinein überwiegend protestantisch geprägt. Eine größere katholische Gemeinde entwickelte sich erst nach dem Zweiten Weltkrieg durch den Zustrom von rund 300 katholischen Heimatvertriebenen, überwiegend aus Süd- und Osteuropa. Die Fleiner Katholiken wurden zunächst von einem katholischen Geistlichen aus dem benachbarten Heilbronn-Sontheim betreut, die Gottesdienste fanden in der evangelischen Veitskirche statt. Erste Überlegungen zum Bau einer eigenen katholischen Kapelle kamen 1951 auf, anschließend begann die Suche nach einem geeigneten Bauplatz und die Finanzierung des Bauvorhabens.
Der Heilbronner Architekt Richard Schumacher hatte sich für die Beschaffung eines Bauplatzes im Gewann Bildäcker eingesetzt und wurde daher im Juni 1955 mit den Planungen der neu zu erbauenden Kirche betraut. Die Diözesanverwaltung in Rottenburg am Neckar genehmigte den Entwurf mit einigen Änderungsvorschlägen. Am 4. September 1955 wurde der von dem Bildhauermeister Julius Bindreif gefertigte Grundstein gelegt und von Dekan Wilhelm Dietrich, Kochertürn, Dekanat Neckarsulm geweiht. Mit der Grundsteinlegung begann der Bau der Kirche nach Schumachers Plänen. Die Kirche wurde größtenteils von freiwilligen „flämischen Baugesellen“ errichtet. Am 20. Januar 1956 konnte das Richtfest gefeiert werden, am vorletzten Juliwochenende 1956 wurde die Kirche durch Bischof Karl-Joseph Leiprecht zu Ehren der Heiligen Dreifaltigkeit geweiht. Die beiden Glocken der Kirche wurden im Mai 1956 bei der Glockengießerei Bachert in Heilbronn gegossen und sind auf die Glocken der benachbarten Veitskirche abgestimmt. Die größere Glocke ist Maria der Königin und die kleinere der heiligen Theresia geweiht. Die Finanzierung von Grundstück und Bau trug größtenteils die Fleiner Katholikengemeinde, die zu einem Drittel von der Diözesanverwaltung in Rottenburg unterstützt wurde und außerdem 1956 eine hohe Spende von dem aus Sontheim stammenden Bischof Blasius Kurz zur Deckung der noch anstehenden Schulden erhielt.
1965 erwarb die katholische Gemeinde ein der Kirche angrenzendes Grundstück zum Bau eines Gemeindehauses. 1967 wurde das Dach der Kirche durch einen Sturm schwer beschädigt. 1974/75 wurde das Gemeindehaus neben der Kirche nach Plänen des Sontheimer Architekten Hugo Krach errichtet. Im Gedenken an das im Mittelalter in der Nähe gegründete Klarakloster wurde das Gemeindehaus der Heiligen Klara geweiht.
Nachdem die Fleiner Gemeinde bis in die Mitte der 1970er Jahre, inzwischen auf 1100 Gemeindemitglieder angewachsen, weiterhin von Sontheim aus betreut worden war, wurde die Gemeinde zum 1. Januar 1978 mit der katholischen Kirchengemeinde in Talheim vereinigt.